# Умиков, Пётр Иосифович
Пётр Иосифович Умиков (Петре Умикашвили) (груз. პეტრე უმიკაშვილი; 5 [17] октября 1838, Тифлис — 23 января [5 февраля] 1904, Тифлис) — грузинский писатель, общественный деятель, публицист, собиратель и публикатор грузинского фольклора, журналист, педагог, драматург, театральный деятель, комик.

## Биография
Родился 5 (17) октября 1838 года в Тифлисе (ныне — Тбилиси) в семье католиков. Его отец в 20-х годах XIX-го века служил во французском консульстве. Пётр с юных лет принимал участие в спектаклях любительских драмкружков в Тбилиси.
Окончил Санкт-Петербургский университет, был преподавателем грузинского языка в 1-й тифлисской мужской гимназии и некоторых других учебных заведений в Тифлисе в 1860—1880 годах. Главная заслуга его заключается в том, что он был неутомимым собирателем памятников грузинской старины. Им собраны и изданы грузинские пословицы, проредактированы первые издания сборников известных грузинских поэтов Гурамишвили, Чавчавадзе, Бараташвили, Орбелиани и др.
Им было потрачено много труда над некоторыми другими изданиями, выпущенными обществом по распространению грамотности среди грузин. После восстановления постоянного грузинского театра написал пьесы «Кудесник» (1879), фарс «Проделка, или Махласа в аду» (1883), комедию «Сеть ласк» (1885), драму «Победа» (1888), сцены о грузинском профессиональном театре «Репетиция» (1892), водевиль «Перед бенефисом» (1893). Перевёл на грузинский язык «Свои люди — сочтёмся» А. Н. Островского (1898) и другие Пьесы и переводы Умикашвили ставились в грузинском театре.
В 1870—1880 годах принимал деятельное участие в создании нового репертуара, переводил и переделывал пьесы, писал оригинальные комедии, заведовал библиотекой и реквизитом.
Свои воспоминания о возобновлении постоянного грузинского театра Петр печатал осенью 1899 года в газете Иверия, по случаю исполнившегося 20-летия грузинского театра. Эти воспоминания по справедливости признаются самыми правдивыми. Из написанных им пьес наибольший успех имела комедия, изображающая зарождение грузинского театра при бывшем наместнике кавказском князе Воронцове. В пьесе изображены все представители тогдашнего бомонда, принимавшие участие в первых грузинских спектаклях.
Умиков издавал на грузинском языке «Сельскую газету», а также принимал участие во всех грузинских периодических изданиях Дроэба, Иверия, Кребули, «Моамбэ» и пр.
В своих публицистических статьях Петр горячо призывал современников к бескорыстной службе обществу, солидарности, уважению чужой личности и пр. Пётр был истинным шестидесятником и бодрость духа сохранял до конца своих дней.
Умер 23 января (5 февраля) 1904 года. Был похоронен в Дидубийском пантеоне.
После смерти Умикова от него осталась богатая библиотека со множеством старых грузинских рукописей. В 1964 году Институтом грузинской литературы Академии наук Грузинской ССР было опубликовано 4 тома его сочинений.